# 堂々日本史
『堂々日本史』（どうどうにほんし）は、1996年3月26日から1999年3月16日までNHK総合テレビジョンで放送されていた教養番組である。1996年4月13日からはNHK教育テレビジョンでも放送されていた。放送時間は毎週火曜 22:00 - 22:44 （日本標準時）、別の時間帯での再放送あり。

## 概要
日本の歴史に隠された様々な人間模様やドラマを余すところなく描いたシリーズで、NHK放送センターとNHK大阪放送局が交互に製作を担当していた。特に最終の1998年度には、メインキャスターの内藤啓史が定期異動したこともあり、異動先となった大阪放送局がほぼ完全に主管製作していた。以後、『ニッポンときめき歴史館』、『その時歴史が動いた』、『歴史秘話ヒストリア』『歴史探偵』と、歴史教養番組の諸シリーズは大阪局主管による製作が続く。
キャスターの内藤は大学時代に講談を学んだ経験があることから、袴姿の講談師に扮して講談調で物語を読み上げていた。

## 出演者
キャスター
内藤啓史（1998年6月の定期異動までは放送センター所属、同年7月以降は大阪局所属）、上田早苗（1996年度・1997年度の大阪局制作回での進行役）、国谷裕子（1996年4月23日放送分のみ）
リポーター
久米暁、山本雅子、山本麻利央、岡野暁、石井かおる、滝島雅子、阿部渉、田代純、宮本愛子、小田切千、小寺康雄、中川緑、寺谷一紀、細田史雄、鳥海貴樹、宮崎浩輔、比留木剛史、山岡裕明、吉田一之、住吉美紀、里匠、栗田勇人
久米、山本雅子、山本麻利央以外は全員NHKのアナウンサーである。
ナレーター
磯部勉、江原正士、糸博、坂上みき、梅津正樹
ゲスト
歴史研究者、小説家など

## 放送リスト
| 放送日         | サブタイトル                                                                          | ゲスト                                                                                                 |
| -------------- | ------------------------------------------------------------------------------------- | --- |
| 1996年3月26日  | 戦国ニッポン 銃大国はこう作られた〜鉄砲伝来始末〜                                     | 堺屋太一                                                                                               |
| 1996年4月9日   | 源頼朝・全国制覇の秘密〜追跡・関東騎馬軍団〜                                          | 永井路子                                                                                               |
| 1996年4月16日  | 文明開化・チョンマゲはこう消えた〜明治の風俗革命〜                                    | 半藤一利                                                                                               |
| 1996年4月23日  | 将軍綱吉 江戸100万都市との苦闘〜検証・生類憐みの令〜                                  | 藤本義一                                                                                               |
| 1996年4月30日  | 世界最大 大仏建立の国際戦略                                                           | 梅原猛、香取忠彦                                                                                       |
| 1996年5月7日   | シリーズ秀吉 第1回 黄金の城 天下を威圧す〜大坂城築城〜                                | 堺屋太一                                                                                               |
| 1996年5月14日  | シリーズ秀吉 第2回 豊臣軍団 天下統一への秘策〜小田原合戦〜                            | 堺屋太一                                                                                               |
| 1996年5月21日  | シリーズ秀吉 第3回 海外制覇の野望 波間についえる                                      | 堺屋太一                                                                                               |
| 1996年5月28日  | ローマを見た少年たち〜天正遣欧使節の栄光と悲劇〜                                      | 松永伍一                                                                                               |
| 1996年6月4日   | 追跡・徳川金銀王国〜家康の遺産は世界一!〜                                             | 竹内宏                                                                                                 |
| 1996年6月11日  | 篭城100日 千早城ついに落ちず〜楠木正成の大戦略                                        | 森村誠一                                                                                               |
| 1996年6月18日  | 推理 織田信長の巨大鉄船                                                               | 佐藤和夫、秋山駿                                                                                       |
| 1996年6月25日  | 天下分け目の築城合戦〜ポスト秀吉攻防〜                                                | 小川和久、童門冬二                                                                                     |
| 1996年7月2日   | 江戸の華 意地と面子の大名行列〜加賀藩100万石の旅〜                                    | 神坂次郎                                                                                               |
| 1996年7月9日   | シリーズ古代史ロマン (1)ここまでわかった邪馬台国 〜卑弥呼の宮殿と墳墓はどこか?〜      | 里中満智子、都出比呂志                                                                                 |
| 1996年7月16日  | シリーズ古代史ロマン (2) 最新報告 縄文はなぜ滅びた〜古代文明、大転換の謎〜            | 高橋克彦、安田喜憲                                                                                     |
| 1996年8月20日  | 実録 大江戸妖怪ブーム                                                                 | 水木しげる、荒俣宏                                                                                     |
| 1996年8月27日  | 白虎隊 生死を分けた二日間                                                             | 立松和平                                                                                               |
| 1996年9月3日   | シリーズ関ヶ原 (1) 幻の西軍大勝利〜石田三成の大垣決戦計画〜                           | 童門冬二                                                                                               |
| 1996年9月10日  | シリーズ関ヶ原 (2) 小早川秀秋 裏切りの戦場心理                                        | 童門冬二、長倉洋海                                                                                     |
| 1996年9月17日  | シリーズ幕末京都 (1) 井伊大老 古都で大弾圧を決行す〜安政の大獄への苦悩〜              | 猪瀬直樹                                                                                               |
| 1996年9月24日  | シリーズ幕末京都 (2) 龍馬を使って長州をとり込め〜薩長同盟の真実〜                     | 猪瀬直樹                                                                                               |
| 1996年10月1日  | シリーズ幕末京都 (3) 最後の将軍 徳川家生き残りへの秘策〜激突 大政奉還と王政復古〜     | 猪瀬直樹                                                                                               |
| 1996年10月8日  | 真田幸村 父に捧げる大坂の陣                                                           | 南原幹雄                                                                                               |
| 1996年10月22日 | 知られざる鎌倉 要塞都市はこう作られた                                                 | 永井路子、大三輪龍彦                                                                                   |
| 1996年10月29日 | 決戦厳島 毛利元就、50歳からの挑戦                                                     | 永井路子                                                                                               |
| 1996年11月12日 | 源義経 目立て目立ての源平合戦                                                         | 長部日出雄                                                                                             |
| 1996年11月19日 | 島原の乱 矢文が明かす真相〜3万7千人はなぜ殺された〜                                   | 松永伍一                                                                                               |
| 1996年11月26日 | 幕末国際戦争 長州の大敗北〜維新の主役誕生への試練〜                                   | 古川薫                                                                                                 |
| 1996年12月3日  | 白瀬中尉、南極に立つ〜世界と競った明治の探検王〜                                      | 西木正明                                                                                               |
| 1996年12月10日 | シリーズ明治外交 戦いに勝って外交に敗ける〜日清戦争と下関講和会議〜                   | 須藤眞志                                                                                               |
| 1996年12月17日 | シリーズ明治外交 アメリカを動かし講和を成立せよ〜日露戦争とポーツマス講和会議〜       | 須藤眞志                                                                                               |
| 1997年1月7日   | お城の国ニッポンを作った男たち〜信長・秀吉・家康の城郭革命〜                          | 小和田哲男、宮上茂隆、坂東八十助                                                                       |
| 1997年1月14日  | 大江戸 八百八町の花嫁〜115通の手紙が語る女の一生〜                                    | 皆川博子                                                                                               |
| 1997年1月21日  | シリーズ戊辰戦争 河井継之助 小藩生き残りの誤算                                        | 半藤一利                                                                                               |
| 1997年1月28日  | シリーズ戊辰戦争 勝海舟、幻の江戸奪還作戦                                             | 半藤一利                                                                                               |
| 1997年2月4日   | 花のパリで幕府を倒せ〜薩摩VS徳川 万国博覧会の攻防〜                                   | 竹内宏                                                                                                 |
| 1997年2月11日  | 戦国最強 武田軍団はなぜ滅びたか〜二代目・勝頼の悲劇〜                                 | 童門冬二                                                                                               |
| 1997年2月18日  | シリーズ英雄伝説 立身出世の鑑・豊臣秀吉                                               | 藤本義一、小和田哲男                                                                                   |
| 1997年2月25日  | シリーズ英雄伝説 幕末の快男児・坂本龍馬                                               | 黒鉄ヒロシ、一坂太郎                                                                                   |
| 1997年3月4日   | 織田信長、天下の鍵は大坂にあり〜石山本願寺・11年の攻防〜                              | 堺屋太一                                                                                               |
| 1997年3月11日  | 毛利元就 覇権への軍資金戦争〜大躍進を支えた経済戦〜                                   | 古川薫                                                                                                 |
| 1997年3月18日  | 男の決断 幕末はそのとき動いた                                                         | 田中彰、菅原文太                                                                                       |
| 1997年4月1日   | シリーズ古代史ロマン 巨大古墳はなぜ造られた〜鉄の王朝の国際戦略〜                     | 森浩一、宮崎淑子                                                                                       |
| 1997年4月8日   | シリーズ古代史ロマン 最新報告・出雲の銅鐸〜銅鐸王国はあったのか〜                     | 佐原真、中山千夏                                                                                       |
| 1997年4月15日  | 織田信長、最後の晩餐〜本能寺に消えた大戦略〜                                          | 堺屋太一                                                                                               |
| 1997年4月29日  | 花のお江戸に単身赴任〜日記が語る下級武士たちの哀歓〜                                  | 神坂次郎                                                                                               |
| 1997年5月6日   | シリーズ榎本艦隊と戊辰戦争 まぼろしの北部政権〜新史料発見! 東北戦争の真実〜           | 立松和平                                                                                               |
| 1997年5月13日  | シリーズ榎本艦隊と戊辰戦争 五稜郭に散った夢                                           | 佐々木譲                                                                                               |
| 1997年5月20日  | 豪華! 戦国の南蛮ファッション〜天下人の風俗戦略〜                                      | 山本寛斎、脇田修                                                                                       |
| 1997年5月27日  | 天下の江戸はこうして生まれた〜徳川家康、史上最大の都市建設                            | 童門冬二、陣内秀信                                                                                     |
| 1997年6月3日   | シリーズ太平記 後醍醐天皇 悪党を使って幕府を討つ                                      | 北方謙三、佐藤和彦                                                                                     |
| 1997年6月10日  | シリーズ太平記 建武新政破れ 悪党楠木正成自刃す                                        | 北方謙三、佐藤和彦                                                                                     |
| 1997年6月17日  | シリーズ太平記 悪党からバサラへ 南北朝動乱終焉せず                                    | 北方謙三、佐藤和彦                                                                                     |
| 1997年6月24日  | シリーズ巨大宗教を作った男たち 乱世をつかめ 蓮如さんがゆく                            | 山折哲雄、上原まり                                                                                     |
| 1997年7月1日   | シリーズ巨大宗教を作った男たち 元祖マルチ人間 空海平安の世を制す                      | 山折哲雄、夢枕獏                                                                                       |
| 1997年7月8日   | 雑兵たちの戦国サバイバル                                                              | 小川和久、小和田哲男                                                                                   |
| 1997年7月15日  | 大内滅亡 元就を作ったクーデター                                                       | 永井路子                                                                                               |
| 1997年7月22日  | シリーズ大胆推理 邪馬台国第1回 もし近畿にあったら                                     | 夏目房之介、近藤喬一、タケカワユキヒデ                                                                 |
| 1997年7月29日  | シリーズ大胆推理 邪馬台国第2回 もし九州にあったら                                     | 夏目房之介、森浩一、タケカワユキヒデ                                                                   |
| 1997年8月19日  | 追跡 北の黒船事件〜ロシア船、蝦夷地に襲来す〜                                         | 立松和平                                                                                               |
| 1997年8月26日  | 山田長政 仕組まれた海外雄飛                                                           | 落合信彦、加藤栄一                                                                                     |
| 1997年9月2日   | 徳川家康 大ピンチの処世術〜検証 三方ヶ原の大敗北〜                                    | 童門冬二、諏訪勝則                                                                                     |
| 1997年9月9日   | シリーズ実況中継 関ヶ原 徳川家康 勝利へのシナリオ                                     | 浅田次郎、小和田哲男                                                                                   |
| 1997年9月16日  | シリーズ実況中継 関ヶ原 毛利一族のサバイバル作戦                                      | 浅田次郎、小和田哲男                                                                                   |
| 1997年9月23日  | シリーズ西南戦争 西郷隆盛の“しまった”のわけ                                           | |
| 1997年9月30日  | シリーズ西南戦争 田原坂 西郷軍敗北への17日間                                          | 小川和久                                                                                               |
| 1997年10月7日  | 三本の矢、元就の戦国オヤジ道〜口説きとボヤキの息子掌握術〜                            | 高島忠夫、内館牧子                                                                                     |
| 1997年10月14日 | 鬼平 犯罪都市を駆ける〜実録・大江戸スーパー警察〜                                     | 黛まどか、名和弓雄、西尾忠久                                                                           |
| 1997年10月21日 | 大胆推理 平泉金色堂はなぜ造られた                                                     | 中津文彦、杜けあき、伊原弘                                                                             |
| 1997年10月28日 | 水戸黄門、幕府にもの申す〜徳川御三家、生き残りの闘い〜                                | 神田紅、野口武彦                                                                                       |
| 1997年11月4日  | 日光東照宮、豪華絢爛の秘密 三代家光・大将軍への苦闘                                   | 林家こぶ平、山本博文                                                                                   |
| 1997年11月18日 | 汽笛一声! 鉄道はこうして生まれた〜明治政府の大いなる賭け〜                            | 船村徹、大石恵、原田勝正                                                                               |
| 1997年11月25日 | 長篠の戦い 鉄砲伝来の真実                                                             | 尼子騒兵衛、小和田哲男                                                                                 |
| 1997年12月2日  | シリーズ首都誕生 (1) 古代日本 都の建設ラッシュ                                        | 内橋克人、井上満郎                                                                                     |
| 1997年12月9日  | シリーズ首都誕生 (2) 幻の大阪遷都計画〜徳川慶喜と大久保利通〜                         | 堺屋太一                                                                                               |
| 1997年12月16日 | なせば成る! 上杉鷹山の大改革                                                          | 童門冬二                                                                                               |
| 1998年1月6日   | シリーズ慶喜の時代 (1) 期待の星 一七の歳デビュー                                      | |
| 1998年1月13日  | シリーズ慶喜の時代 (2) 父の水戸藩、幕末を疾走す                                       | 瀬谷義彦、柳生博                                                                                       |
| 1998年1月20日  | 食い倒れ 江戸のグルメブーム                                                           | 三遊亭金馬、永山久夫                                                                                   |
| 1998年1月27日  | 幕末無敵艦隊 大逆転を果たせず〜追跡・榎本武揚の戊辰戦争〜                             | 佐々木功、佐々木克、小川和久                                                                           |
| 1998年2月3日   | 琉球王国 アジア雄飛の秘密                                                             | 宮本亜門、高良倉吉                                                                                     |
| 1998年3月3日   | 江戸の掟 仇討ちの真実                                                                 | 神坂次郎                                                                                               |
| 1998年3月10日  | 徳川慶喜 長き余生の戦い〜最後の将軍・趣味三昧の秘密〜                                 | 利根川裕                                                                                               |
| 1998年3月17日  | 幕末国際都市 ハコダテの誕生〜日本開国、列強の戦略〜                                   | 叶和貴子、田中彰                                                                                       |
| 1998年3月24日  | ここまでわかった縄文の世界                                                            | 清水國明、小山修三                                                                                     |
| 1998年4月7日   | 悲劇の皇女和宮 慶喜を救う                                                             | 高島忠夫、山本容子、安西篤子                                                                           |
| 1998年4月14日  | シリーズ男の出処進退 (1) 腐敗した世に志高く〜大塩平八郎 反逆の役人人生〜              | 佐高信、脇田修、高島忠夫、麻生圭子、秋野太作（大塩平八郎役）                                           |
| 1998年4月21日  | シリーズ男の出処進退 (2) 江戸の“妖怪”組織に尽くす〜町奉行・鳥居耀蔵の栄光と挫折〜     | 立松和平、脇田修、河島英五、麻生圭子、磯部勉（鳥居耀蔵役）                                             |
| 1998年4月28日  | 島津久光 幕末を動かした大行軍                                                         | 高橋英樹、原口泉                                                                                       |
| 1998年5月12日  | 鏡が映す 古代ヤマト政権〜黒塚古墳と三角縁神獣鏡〜                                     | 里中満智子、山本容子、河上邦彦                                                                         |
| 1998年5月19日  | シリーズ幕末動乱の組織術 (1) 長州の庶民軍 倒幕をめざす〜高杉晋作と奇兵隊〜            | 河島英五、麻生圭子、一坂太郎                                                                           |
| 1998年5月26日  | シリーズ幕末動乱の組織術 (2) 浪士剣豪集団 幕府のために奮戦す〜近藤勇と新撰組〜        | 高島忠夫、麻生圭子、黒鉄ヒロシ、木村幸比古                                                             |
| 1998年6月2日   | 平安王朝 恋愛スキャンダル〜待賢門院璋子の生涯〜                                       | 服藤早苗、夢枕獏、麻生圭子、高島忠夫                                                                   |
| 1998年6月9日   | 戦国の世を茶の湯で生き抜け〜武将・古田織部〜                                          | 小和田哲男、天野祐吉、山本容子、河島英五                                                               |
| 1998年6月16日  | シリーズ伊能忠敬の日本地図 (1) 全国踏破4万キロ 快挙の裏の密計                         | 池辺晋一郎、白井哲哉                                                                                   |
| 1998年6月23日  | シリーズ伊能忠敬の日本地図 (2) 地図を奪え! オランダ発秘密指令〜追跡・シーボルト事件〜 | 柳生博、小川和久                                                                                       |
| 1998年7月14日  | シリーズ本能寺の変 (1) 明智光秀 謀反の陰に朝廷あり                                    | 高島忠夫、麻生圭子、堺屋太一                                                                           |
| 1998年7月21日  | シリーズ本能寺の変 (2) 明智光秀はなぜ三日天下で終わったのか                           | 高島忠夫、麻生圭子、堺屋太一                                                                           |
| 1998年7月28日  | 知られざる古代ニッポン巨柱地図                                                        | 森浩一、長部日出雄                                                                                     |
| 1998年8月18日  | 武田信玄 “人は城 人は石垣”の真相                                                      | 加来耕三、河島英五、麻生圭子                                                                           |
| 1998年8月25日  | 応仁の乱を“マネー”で生き抜け〜日野富子 悲運の生涯〜                                   | 河島英五、山本容子、山田智彦、田端泰子                                                                 |
| 1998年9月1日   | 戦乱の世に“家族の愛”を求めて〜北条政子〜                                              | 永井路子、岡部まり、ジェフ・バーグランド                                                               |
| 1998年9月8日   | 慶喜 大政を奉還せよ〜福井藩主・松平春嶽の構想〜                                       | 池田理代子、青山忠正、河島英五                                                                         |
| 1998年9月15日  | 北の海の宝をめざせ〜高田屋嘉兵衛・豪商への道〜                                        | ジェームス三木、高島忠夫、神木哲男                                                                     |
| 1998年9月22日  | シリーズ大変革を生き抜く (1) 大名サバイバル〜関ヶ原合戦後の毛利家〜                   | 童門冬二、恵俊彰                                                                                       |
| 1998年9月29日  | シリーズ大変革を生き抜く (2) 武士廃業〜ある旗本の明治維新〜                           | 志茂田景樹、濱名篤                                                                                     |
| 1998年10月6日  | 平安純愛宣言〜和泉式部 恋に生き歌に生き〜                                             | 黛まどか、麻生圭子、服藤早苗                                                                           |
| 1998年10月13日 | シリーズ実況中継・大坂の陣 (1) 豊臣を滅ぼせ! 徳川家康、執念の逆転劇                   | 小和田哲男、尼子騒兵衛、麻生圭子、森山周一郎（徳川家康役）、加納竜（真田幸村役）、押谷かおり（淀殿役） |
| 1998年10月20日 | シリーズ実況中継・大坂の陣 (2) 真田幸村 最後の激闘                                    | 小和田哲男、尼子騒兵衛、河島英五、森山周一郎（徳川家康役）、加納竜（真田幸村役）                       |
| 1998年10月27日 | 新発見! ペリー来航60日の記録                                                          | 猪口邦子、宮地正人、辰巳琢郎                                                                           |
| 1998年11月3日  | 幕末ミステリー 坂本龍馬暗殺事件                                                       | 河島英五、白井貴子、木村幸比古                                                                         |
| 1998年11月10日 | 北の大戦 幕府を揺るがす〜シャクシャインの戦い〜                                       | 関川夏央、麻生圭子、紙屋敦之                                                                           |
| 1998年11月17日 | 独眼竜政宗 母との葛藤を超えて                                                         | 残間里江子、河島英五、早乙女貢                                                                         |
| 1998年11月24日 | 吉田松陰 情報で幕末を切り開け〜65通の直筆書簡を読む〜                                 | 大和田伸也、古川薫                                                                                     |
| 1998年12月1日  | 加賀百万石・前田利家 天下人への野望                                                   | 童門冬二、髙嶋政宏                                                                                     |
| 1998年12月8日  | シリーズ忠臣蔵 (1) 大石内蔵助 リーダーの苦悩と決断                                    | 桂三枝（現・六代目桂文枝）、麻生圭子、山本博文                                                         |
| 1998年12月15日 | シリーズ忠臣蔵 (2) 大石内蔵助 家族の愛につつまれて                                    | 桂三枝（現・六代目桂文枝）、杜けあき、山本博文                                                         |
| 1999年1月5日   | 平安王朝・雅の宴〜よみがえる百人一首の世界〜                                          | 夢枕獏、山本容子、山口博                                                                               |
| 1999年1月12日  | 徳川家康 敗れて学んで天下取り                                                         | 小川和久、麻生圭子、小和田哲男                                                                         |
| 1999年1月19日  | ザビエルを確保せよ〜戦国三大名の思惑〜                                                | エンゲルベルト・ヨリッセン、ダニエル・カール                                                           |
| 1999年1月26日  | 徹底討論 江戸のサラリーマンに学べ! 〜大塩平八郎と鳥居耀蔵〜                           | 辛淑玉、佐高信、山本博文、秋野太作（大塩平八郎役）、磯部勉（鳥居耀蔵役）                               |
| 1999年2月9日   | 蒙古襲来! 生活かけていざ出陣                                                          | 石井進、尼子騒兵衛、河島英五                                                                           |
| 1999年2月16日  | 19世紀末ニッポン 明治はこうして新世紀を迎えた                                         | 林家こぶ平、城戸真亜子、半藤一利、（きんさんぎんさん）                                                 |
| 1999年2月23日  | 古代史大発見 常識はこう変わった                                                       | 森浩一、宮崎淑子、藤村新一、乾哲也                                                                     |
| 1999年3月2日   | 戦国アート市場をつかめ〜絵師 長谷川等伯の生涯〜                                       | 片岡鶴太郎、西村由紀江、狩野博幸                                                                       |
| 1999年3月9日   | 総集編 (1) あなたが選ぶ歴史人物トップ10                                               | 童門冬二、半藤一利、小和田哲男、恵俊彰、黛まどか                                                       |
| 1999年3月16日  | 総集編 (2) もう一度見たいオモシロ歴史物語                                             | 童門冬二、永井路子、森浩一、恵俊彰、黛まどか                                                           |